# Symphonie no 5 d'Enesco
Pour les articles homonymes, voir Symphonie no 5.
La Symphonie no 5 en ré majeur avec ténor et chœur de femmes est la dernière composition de ce genre due à Georges Enesco.
La partition rédigée à Sinaia est datée de juillet 1941, mais, à l'instar d'autres œuvres du maître roumain, son orchestration est demeurée inachevée jusqu'à l'intervention de Pascal Bentoiu en 1996. C'est en réalité sa neuvième symphonie, si l'on tient compte des quatre symphonies "d'école" composées par l'élève d'André Gedalge et de Gabriel Fauré à Paris.
Cette Symphonie en ré majeur est composée de quatre mouvements :
- Moderato sciolto
- Andantino moderato piacevole
- Vivace con fuoco
- Andante grave (quasi marcia funebre)

Le dernier mouvement s'achève par un finale chanté sur un poème ("Mai am un singur dor" / Je n'ai plus qu'un seul désir) de Mihai Eminescu. La durée de l'œuvre est approximativement de 37 minutes.
La partition est publiée aux Éditions musicales de Bucarest.

## Discographie
- Orchestre national et chœurs de la Radio roumaine, Florin Diaconescu (ténor), Horia Andreescu (chef d'orchestre) CD de la Radio Roumaine
- Orchestre Philharmonique de la radio de Saarbrück et Kaiserslautern, Marius Vlad (ténor), Peter Ruzicka (chef d'orchestre), Label CPO.